# Alex Clare
Alex Clare, pseudonimo di Alexander George Clare (Southwark, 14 settembre 1985), è un cantautore britannico.

## Carriera
Nato a Southwark (Londra) il 14 settembre 1985, si interessa dapprima al drum and bass e al garage, iniziando a suonare la batteria e la tromba. Nei primi tempi adotta lo pseudonimo Alexander G. Muertos, mentre nel 2010 sceglie il nome d'arte Alex Clare.
Nel luglio 2011 pubblica il suo album di debutto The Lateness of the Hour, prodotto da Mike Spencer e Major Lazer e pubblicato dalla Island Records.
Il suo brano Too Close viene inserito negli avvisi del programma Internet Explorer 9 e grazie a questo entra in classifica. Inoltre il singolo ottiene una nomination ai BRIT Awards 2013 nella categoria "singolo britannico dell'anno".
Nel 2012 collabora con Rudimental per il brano Not Giving In inserito nell'album Home, mentre nel 2013 è in studio con Sub Focus per l'album Torus e poi con Don Diablo e Kelis per il singolo Give It All.
Nel maggio 2014 ha pubblicato il singolo War Rages On, brano principale del suo secondo album Three Hearts, uscito ad agosto dello stesso anno. La canzone è stata utilizzata come sigla della serie televisiva della BBC Our Girl. Nello stesso anno.
Nel 2016 il singolo Up All Night è stato scelto come sigla della serie televisiva Class, trasmessa da BBC Three. A novembre è uscito l’album Tail of Lions, il cui titolo è ispirato a un proverbio ebraico.
Nel 2018 ha pubblicato Three Days at Greenmount, album acustico registrato in tre giorni a Leeds, contenente versioni rivisitate di brani precedenti e inediti.
Dopo una pausa di cinque anni, nell’ottobre 2021 è tornato con il singolo Why Don’t Ya, scritto per la moglie in seguito a una tragedia personale. Durante la pandemia ha collaborato con Jamie Hartman alla realizzazione di nuovi brani, mentre l’EP Rebuild Again, pubblicato nel 2024, è stato prodotto da Mendy Portnoy e riflette un percorso musicale con influenze ebraiche.
Successivamente, nel 2025, è stato pubblicato l'EP TYH Live Session with Alex Clare, che include versioni dal vivo di brani tratti da Rebuild Again .

## Discografia

### Album in studio
- 2011 – The Lateness of the Hour
- 2014 – War Rages On
- 2016 – Tail of Lions
- 2018 –Three Days at Greenmount
- 2024 – Rebuild Again (2024)

### EP
- 2025 – TYH Live Session with Alex Clare

### Singoli
- 2010 – Up All Night
- 2011 – Too Close
- 2011 – Treading Water
- 2014 – Just a Man
- 2014 – Take Me Back
- 2019 – Crazy To Love You (Feat. Decco)
- 2021 – Why Don’t Ya
- 2024 – Rebuild Again